# Nowe Motule
Nowe Motule – wieś w Polsce położona w województwie podlaskim, w powiecie suwalskim, w gminie Filipów. 
| SIMC    | Nazwa       | Rodzaj    |
| ------- | ----------- | --------- |
| 1013200 | Pod Zusenko | część wsi |
| 1013217 | Podlesie    | część wsi |
| 1013275 | Zalesie     | część wsi |

W latach 1975–1998 miejscowość administracyjnie należała do województwa suwalskiego.

## Historia
Motule Nowe powstały w roku 1911, po podziale terenu wsi Motule. Podział ten nastąpił po przybyciu na te tereny osadników z Lubelszczyzny (byli to mieszkańcy gminy Firlej, wówczas powiat lubartowski). Na podstawie relacji najstarszych mieszkańców wsi wiadomo, że osadnicy przybyli z księdzem, który pragnął założyć w Motulach kościół i prawdopodobnie parafię. Zakupił dwór i przyległe doń pole i staw. Nie są znane powody, które stały się przyczyną sporu między osadnikami a księdzem. Nieporozumienie to spowodowało, że ksiądz sprzedał nabytą ziemię wraz z dworem, zaś sam odjechał. Nowo przybyli pochodzili z rodzin zróżnicowanych pod względem majątkowym. Byli wśród nich chłopi bardzo ubodzy, którym pieniędzy starczyło zaledwie na nabycie gruntu i w okresie tzw. "dorobku" wspomagani byli przez resztę mieszkańców; byli również i tacy, którzy posiadali odpowiednią ilość gotówki, by zakupić grunt, szybko wybudować budynki gospodarcze, wynająć służbę i parobków. Przybysze przywieźli ze sobą zwierzęta hodowlane.
Przybysze z Lubelszczyzny rozpoczęli edukację w Motulach i okolicy. Od 1911 roku we wsi nauczał 13-letni Jan Wrotkowski. Było to nauczanie nielegalne, więc władze carskie aresztowały chłopca - ale jako nieletni został wkrótce uniewinniony i prowadził swoje nauki dalej. 
Wśród mieszkańców przybyłych z Lubelszczyzny były m.in. rodziny Jabłońskich, Jurków, Kossaków, Michna, Milewskich, Owczarzy, Panków, Rola, Rogala, Wrotkowskich i Żelaznych.
W okresie od 1917 roku w Motulach Nowych działała sekcja Polskiej Organizacji Wojskowej. Mieszkańcy wsi (m.in. Władysław Panek, Szymon Jurek, Bolesław Michna) wchodzili w skład Sekcji Motule Gmina Czostków. Po udziale w powstaniu sejneńskim zostali wcieleni do 41 Pułku Piechoty im. Józefa Piłsudskego i jako żołnierze regularnej armii walczyli w wojnie polsko-bolszewickiej, z epilogiem pod Warszawą. Motulscy Peowiacy zostali po zakończeniu walki o granice odznaczeni medalami niepodległości i uhonorowani nadaniami ziemi przez Komendanta. Jeden z uczestników walk w wojnie polsko-bolszewickiej - Marcin Rola odznaczony został Krzyżem Virtuti Militari. 
W czasie II RP nastąpił znaczny rozkwit wsi. Gospodarstwa prosperowały, a we wsi działał agronom, który szkolił rolników w nowoczesnych uprawach. Sprowadzano bydło z Grodna i środkowej Polski. Rozwój wsi zahamował wybuch II wojny światowej. Wcześniej (sierpień 1939 r.) czynni Peowiacy zostali zmobilizowani do wojska w ramach pułków zapasowych. Żołnierze ci walczyli później w okolicach Grodna i po napaści Związku Radzieckiego na Polskę, uciekając z niewoli w drugiej połowie września, wrócili do Motul. Okupacja radziecka  trwająca na terenach Motul od ok. 25 IX do 12 X 1939 spowodowała, że część mieszkańców przeprowadziła się do Suwałk, jednakże wkrótce większość powróciła do domów, pozostając podczas okupacji niemieckiej do dyspozycji volksdeuschów i bogatych gospodarzy, produkujących żywność dla Niemców. Ludność wsi była również masowo kierowana do przymusowych robót do Rzeszy.